# Liste der Biografien/Borc
Liste der Biografien |
Portal Biografien |
Personensuche
# |
A |
B |
C |
D |
E |
F |
G |
H |
I |
J |
K |
L |
M |
N |
O |
P |
Q |
R |
S |
T |
U |
V |
W |
X |
Y |
Z |
?
 
Ba |
Be |
Bd |
Bg |
Bh |
Bi |
Bj |
Bl |
Bm |
Bn |
Bo |
Br |
Bs |
Bu |
Bw |
By |
Bz
 
Boa–Boc |
Bod |
Boe |
Bof |
Bog |
Boh |
Boi–Bok |
Bol |
Bom |
Bon |
Boo |
Bop |
Boq |
Bor |
Bos |
Bot |
Bou |
Bov–Boz
 
Bora |
Borb |
Borc |
Bord |
Bore |
Borg |
Borh |
Bori |
Borj |
Bork |
Borl |
Borm |
Born |
Boro |
Borq |
Borr |
Bors |
Bort |
Boru |
Borv |
Borw |
Bory |
Borz
Die Liste der Biografien führt alle Personen auf, die in der deutschsprachigen Wikipedia einen Artikel haben. Dieses ist eine Teilliste mit 269 Einträgen von Personen, deren Namen mit den Buchstaben „Borc“ beginnt.

## Borc

### Borca
- Borca, Karen (* 1948), amerikanische Fagottistin
- Borčak, Melina (* 1990), bosnisch-deutsche Journalistin, Autorin und Filmemacherin
- Borcard, Gustavo (* 1988), argentinischer Straßenradrennfahrer

### Borch
- Borch, Adrian Alhard von der (1769–1833), Landrat des Kreises Brakel (1817–1829)
- Borch, Friedrich von der (1640–1713), deutscher Adliger und Oberst in schwedischen Diensten
- Borch, Gerard ter († 1681), holländischer MalerGerard ter Borch († 1681)

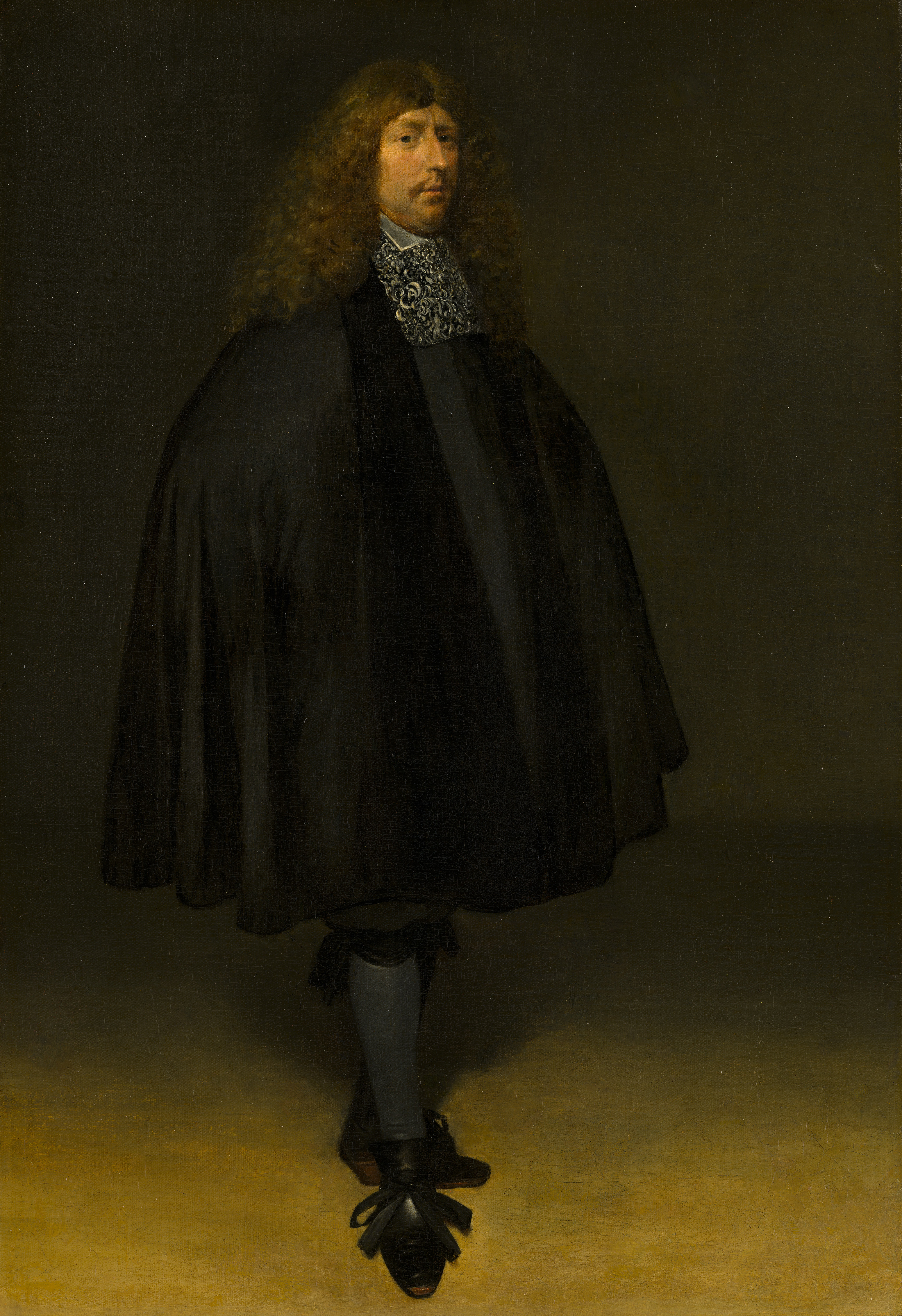
Gerard ter Borch († 1681)

- Borch, Gerard ter der Ältere († 1662), holländischer Maler und Zeichner
- Borch, Gesina ter († 1690), holländische Malerin und Zeichnerin
- Borch, Hans ter, niederländischer Stück- und Glockengießer
- Borch, Harmen ter, holländischer Zeichner
- Borch, Heinrich von, deutscher Raubritter
- Borch, Henning (1938–2024), dänischer Badmintonspieler
- Borch, Herbert von (1876–1961), deutscher Gesandter
- Borch, Herbert von (1909–2003), deutscher Soziologe, Journalist und Publizist
- Borch, Jan ter, niederländischer Maler
- Borch, Johann Andreas Josef von der (1715–1780), polnischer Großkanzler
- Borch, Kjetil (* 1990), norwegischer Ruderer
- Borch, Marie von (1843–1895), deutsche Übersetzerin skandinavischer Literatur
- Borch, Martin (1852–1937), dänischer Architekt und königlicher Gebäudeinspektor
- Borch, Michael Johann von der (1753–1810), deutschbaltischer Schriftsteller
- Borch, Moses ter (1645–1667), holländischer Maler und Zeichner
- Borch, Ole (1626–1690), dänischer Arzt, Chemiker und Universalgelehrter
- Borch, Otto Heinrich Friedrich von (1723–1799), preußischer Generalmajor
- Borch, Rudolf (1891–1949), deutscher Lehrer, Schriftsteller und Familienforscher
- Borch, Sandra (* 1988), norwegische Politikerin
- Borch, von der Johann (1567–1642), Landdrost in Westfalen, Berater des hessischen Landgrafen
- Borchard, August (1864–1940), deutscher Chirurg
- Borchard, Beatrix (* 1950), deutsche Musikwissenschaftlerin und Herausgeberin
- Borchard, Carl (* 2007), deutscher Volleyballspieler
- Borchard, Edmond (1848–1922), französischer Maler
- Borchard, Eric (1886–1934), deutscher Jazz-Klarinettist und Bandleader
- Borchard, Friedrich (1804–1857), deutscher Rechtsanwalt und Parlamentarier
- Borchard, Jeanne (* 1827), französische Philatelistin
- Borchard, Johann, deutscher Buchdrucker und Verleger
- Borchard, Klaus (* 1938), deutscher Architekt und Universitätsrektor
- Borchard, Leo (1899–1945), russischer Dirigent und kurzzeitiger Leiter der Berliner Philharmoniker
- Borchard, Lucy (1877–1969), deutsche Reederin
- Borchard, Manfred (1950–2016), deutscher Schriftsteller und Herausgeber
- Borchard, Michael (* 1967), deutscher Journalist und Politologe
- Borchard, Rolf Reiner Maria (* 1940), deutscher Fotograf und Architekt
- Borchard, Walter (1887–1948), deutscher Architekt
- Borchardt, Alice (1939–2007), amerikanische Schriftstellerin
- Borchardt, Barbara (1956–2023), deutsche Politikerin (PDS und Die Linke)
- Borchardt, Bernd (* 1955), deutscher Diplomat
- Borchardt, Bruno (1859–1939), deutscher Politiker und Schriftsteller
- Borchardt, Dietrich Hans (1916–1997), deutsch-neuseeländisch-australischer Bibliothekar, Emigrant aus Nazi-Deutschland
- Borchardt, Dirk (* 1969), deutscher SchauspielerDirk Borchardt (* 1969)

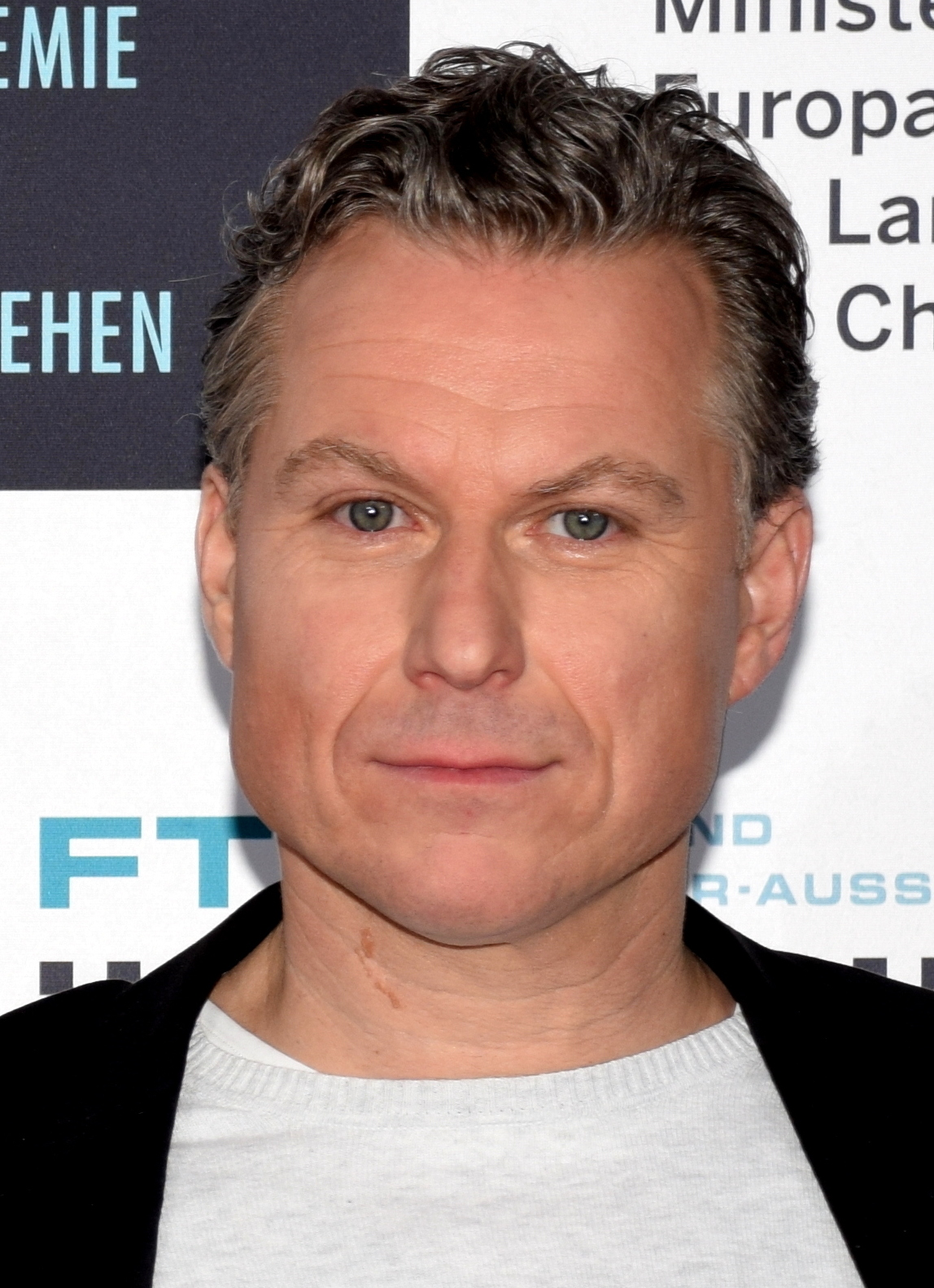
Dirk Borchardt (* 1969)

- Borchardt, Erika (* 1944), deutsche Schriftstellerin und Herausgeberin
- Borchardt, Felix (1857–1936), deutscher Maler
- Borchardt, Georg (1934–2023), deutscher Musik- und Literaturwissenschaftler
- Borchardt, Hans (1865–1917), deutscher Maler
- Borchardt, Hermann (1888–1951), deutscher Schriftsteller
- Borchardt, Hugo (1844–1924), deutscher Schusswaffenkonstrukteur
- Borchardt, Julian (1868–1932), deutscher Journalist, Politiker, Autor und Herausgeber
- Borchardt, Jürgen (* 1944), deutscher Schriftsteller und Herausgeber
- Borchardt, Karl (1887–1943), deutscher römisch-katholischer Geistlicher, Ordensmann, Missionar und Märtyrer
- Borchardt, Karl (* 1956), deutscher Historiker
- Borchardt, Karl Wilhelm (1817–1880), deutscher Mathematiker
- Borchardt, Karoline (1873–1944), deutsche Malerin, Opfer der Judenverfolgung
- Borchardt, Knut (1929–2023), deutscher Wirtschaftshistoriker
- Borchardt, Leo (1879–1960), deutscher Internist, Physiologe und Pharmakologe
- Borchardt, Ludwig (1863–1938), deutscher Bauforscher und ÄgyptologeLudwig Borchardt (1863–1938)

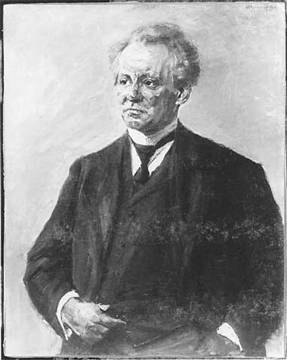
Ludwig Borchardt (1863–1938)

- Borchardt, Maj (* 2005), deutsche Schauspielerin
- Borchardt, Marie (1890–1969), deutsche Schauspielerin und Schauspiellehrerin
- Borchardt, Marie (* 1999), deutsche Schauspielerin
- Borchardt, Moritz (1868–1948), deutscher Chirurg
- Borchardt, Oscar (1845–1917), deutscher Jurist
- Borchardt, Paul (1886–1957), deutscher Spion und Geograph
- Borchardt, Peter (1935–2016), deutscher Theaterregisseur, -intendant und -wissenschaftler
- Borchardt, Rüdiger (* 1963), deutscher Handballspieler
- Borchardt, Rudolf (1877–1945), deutscher Schriftsteller, Lyriker und Übersetzer
- Borchardt, Sebastian (* 1984), deutscher Tischtennisspieler
- Borchardt, Siegfried (1815–1880), deutscher Jurist und costa-ricanischer Diplomat
- Borchardt, Siegfried (1953–2021), deutscher NeonaziSiegfried Borchardt (1953–2021)

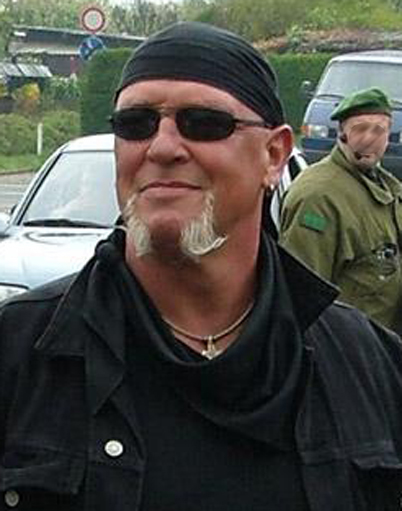
Siegfried Borchardt (1953–2021)

- Borchardt, Simone (* 1967), deutsche Politikerin (CDU), MdB
- Borchardt, Stefanie (* 1970), deutsche Juristin und Richterin
- Borchardt, Uwe (* 1961), deutscher Fußballspieler und -trainer
- Borchardt, Werner (1900–1930), deutscher Physiologe und Klimatologe
- Borchardus de Osta, Ratssekretär der Hansestadt Lübeck und Lübecker Domherr
- Borchart, Elsbeth (* 1878), deutsche Schriftstellerin
- Borchashvili, Kimran (* 1994), österreichischer Judoka
- Borchashvili, Shamil (* 1995), österreichischer Judoka
- Borchashvili, Wachid (* 1998), österreichischer Judoka
- Borchel, Franz Alexander († 1907), deutscher Maler, Zeichner und Lithograf
- Borchelt, Fred (* 1954), US-amerikanischer Ruderer
- Borcherding, Andreas (* 1957), deutscher Schauspieler und SynchronsprecherAndreas Borcherding (* 1957)

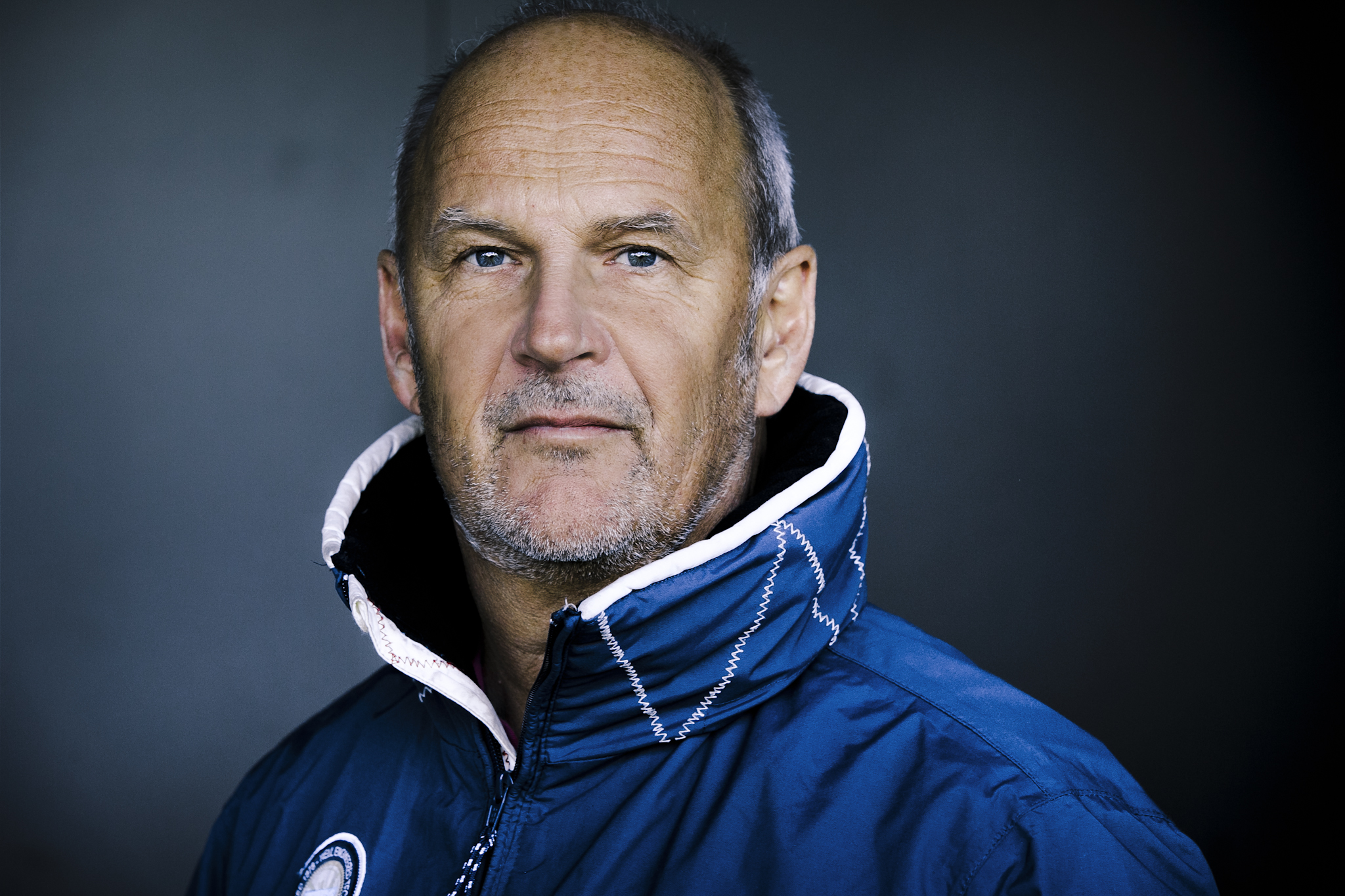
Andreas Borcherding (* 1957)

- Borcherding, Heinrich Dietmar (* 1942), deutscher Politiker (SPD), MdL
- Borcherding, Horst (1930–2015), deutscher Fußballtorhüter
- Borcherding, Johann Friedrich (1849–1924), deutscher Pädagoge und Naturkundler
- Borcherding, Oska Melina (* 1993), deutsch-griechische Schauspieler/in, Synchronschauspieler/in und Tänzer/in
- Borcherds, Richard (* 1959), britisch-US-amerikanischer Mathematiker
- Borcherdt, Hans Heinrich (1887–1964), deutscher Germanist, Sprachwissenschaftler und Theaterhistoriker
- Borcherdt, Jürgen (1870–1956), niederdeutscher Lustspiel- und Possenautor, sowie Schriftsteller
- Borcherdt, Oskar (1854–1932), deutscher Theaterschauspieler und -regisseur
- Borchers, Albert (1864–1929), deutscher Bergingenieur
- Borchers, Anna (1870–1918), deutsche Diakonisse und Kindergärtnerin
- Borchers, Bodo (1835–1898), deutscher Opernsänger (Tenor), Theaterschauspieler und -regisseur sowie Gesangspädagoge
- Borchers, Carl (1811–1872), deutscher Botaniker, Obstzüchter und königlich hannoverscher Hofgärtner
- Borchers, Carl (1889–1970), deutscher Gymnasiallehrer, Historiker und Kunsthistoriker, Autor und Museumsdirektor
- Borchers, Charles M. (1869–1946), US-amerikanischer Politiker
- Borchers, Cornell (1925–2014), deutsche FilmschauspielerinCornell Borchers (1925–2014)

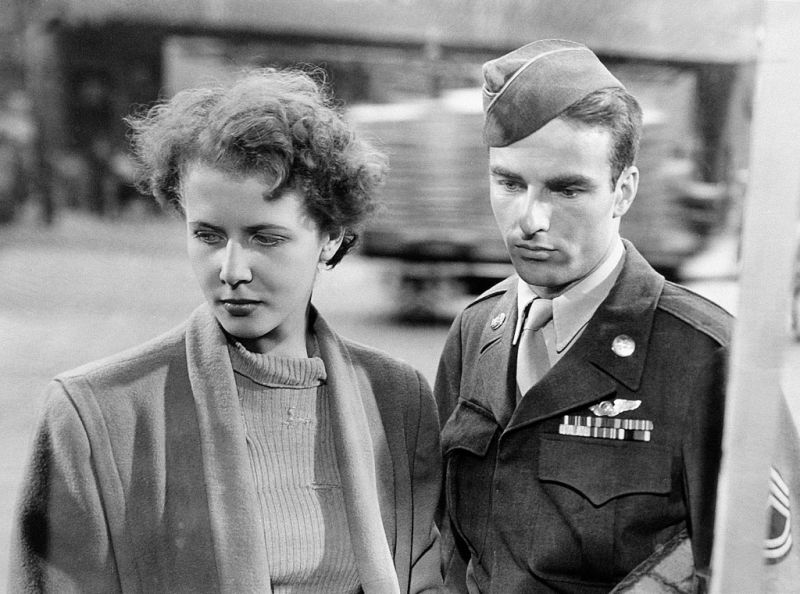
Cornell Borchers (1925–2014)

- Borchers, Dagmar (* 1965), deutsche Philosophin und Hochschullehrerin
- Borchers, Daniel (* 1997), deutscher Basketballspieler
- Borchers, Detlef (* 1955), deutscher Journalist
- Borchers, Eduard (1815–1902), Markscheider und Bergrat beim Berg- und Forstamt Clausthal
- Borchers, Eduard (1885–1977), deutscher Chirurg und Chefarzt
- Borchers, Elisabeth (1926–2013), deutsche Dichterin und Schriftstellerin
- Borchers, Gustav (1865–1913), deutscher Sänger, Gesangspädagoge und Chorleiter
- Borchers, Hanna (1870–1961), deutsche Theaterschauspielerin und Opernsängerin (Sopran)
- Borchers, Hans-Jürgen (1926–2011), deutscher Physiker
- Borchers, Heinz (1903–1993), deutscher Metallurg
- Borchers, Henny (* 1864), deutsche Kinderdarstellerin und Opernsängerin (Mezzosopran)
- Borchers, Hermann (1903–1973), deutscher Landwirt und Politiker (BDV, SRP, DP, CDU), MdBB
- Börchers, Ingo (* 1973), deutscher Kabarettist und Comedian
- Borchers, Kurt (1901–1970), deutscher Forstmann und Verwaltungsbeamter
- Borchers, Oliver (* 1971), deutscher Phantastik-Autor
- Borchers, Philipp (1887–1949), deutscher Bergsteiger und Funktionär des Deutschen und Österreichischen Alpenvereins (DuOeAV)
- Borchers, Ronald (1957–2024), deutscher FußballspielerRonald Borchers (1957–2024)

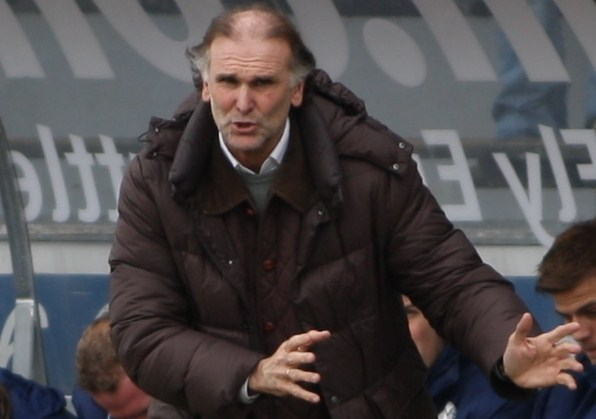
Ronald Borchers (1957–2024)

- Borchers, Tölke (1934–2009), deutscher Politiker (CDU), MdBB
- Borchers, Walter (1906–1980), deutscher Volkskundler, Kunsthistoriker und Museumsleiter
- Borchers, Wilhelm (1856–1925), deutscher Metallurg und Rektor der RWTH Aachen
- Borchersen, Jørgen (1917–1973), grönländisch-dänischer Kaufmann und Landesrat
- Borchert, Alfred (1886–1976), deutscher Veterinär und Parasitologe
- Borchert, Brigitte (1910–2011), deutsche Schauspielerin
- Borchert, Bruno († 1945), deutscher Kommunist und Widerstandskämpfer gegen den Nationalsozialismus
- Borchert, Carsten (* 1962), deutscher Pädagoge und Politiker (CDU), MdL
- Borchert, Christian (1942–2000), deutscher Fotograf
- Borchert, Dagobert (1833–1882), preußischer Landrat
- Borchert, Eberhard (* 1941), deutscher Fußballspieler
- Borchert, Eric (1911–1941), deutschsprachiger Fotograf und Kriegsberichterstatter
- Borchert, Erich (1907–1944), deutscher Maler
- Borchert, Ernst Wilhelm (1907–1990), deutscher Schauspieler und SynchronsprecherErnst Wilhelm Borchert (1907–1990)

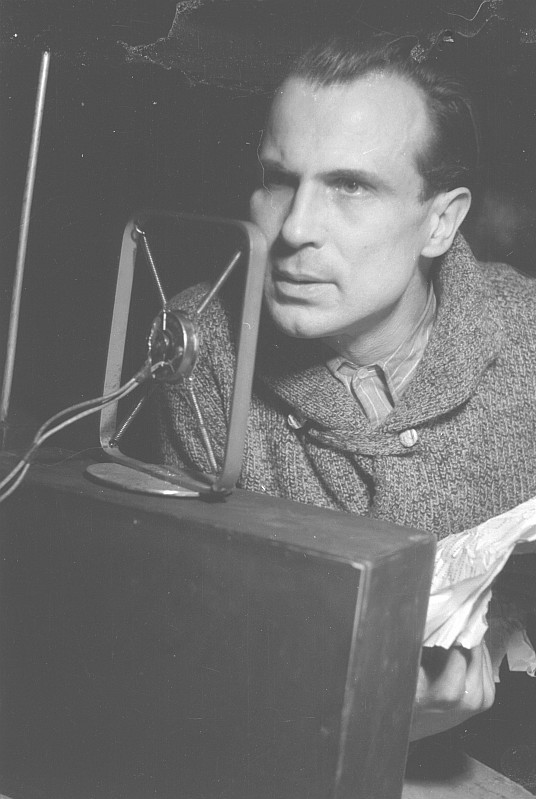
Ernst Wilhelm Borchert (1907–1990)

- Borchert, Günter (1926–2008), deutscher Geograph
- Borchert, Günter (* 1946), deutscher Rechtswissenschaftler
- Borchert, Hans-Dieter (* 1955), deutscher Fußballspieler und -trainer
- Borchert, Hans-Hubert (1944–2014), deutscher Biologe und Hochschullehrer
- Borchert, Hertha (1895–1985), deutsche Schriftstellerin
- Borchert, Jochen (* 1940), deutscher Politiker (CDU), MdB
- Borchert, Johanna (* 1983), deutsche Jazzpianistin, -sängerin und Komponistin
- Borchert, Julián (* 1999), deutscher Handballspieler
- Borchert, Juliane (* 1989), deutsche Festkörperphysikerin
- Borchert, Jürgen (1941–2000), deutscher Schriftsteller, Publizist und Fotograf
- Borchert, Jürgen (* 1949), deutscher Sozialrichter
- Borchert, Karl (1876–1937), deutscher Widerstandskämpfer gegen den Nationalsozialismus
- Borchert, Karl (* 1884), deutscher Kunstturner
- Borchert, Katharina (* 1972), deutsche Journalistin, Mitglied im Board of Directors der Mozilla Corporation
- Borchert, Katrin (* 1969), deutsch-australische Kanutin
- Borchert, Lennart (* 1999), deutscher Schauspieler
- Borchert, Manfred (1939–2017), deutscher Wirtschaftswissenschaftler
- Borchert, Paul (* 1874), deutscher Manager und Politiker (Wirtschaftspartei, Nationaler Mittelstand), MdL
- Borchert, Peter (* 1973), deutscher Neonazi
- Borchert, Reinhard (* 1948), deutscher Sprinter
- Borchert, Rudolf (1952–2019), deutscher Politiker (SPD)
- Borchert, Thomas (* 1962), deutscher Journalist
- Borchert, Thomas (* 1966), deutscher Sänger, Schauspieler und Musicaldarsteller
- Borchert, Till-Holger (* 1967), deutscher Kunsthistoriker
- Borchert, Tom (* 2005), deutscher Volleyballspieler
- Borchert, Wolfgang (1921–1947), deutscher SchriftstellerWolfgang Borchert (1921–1947)

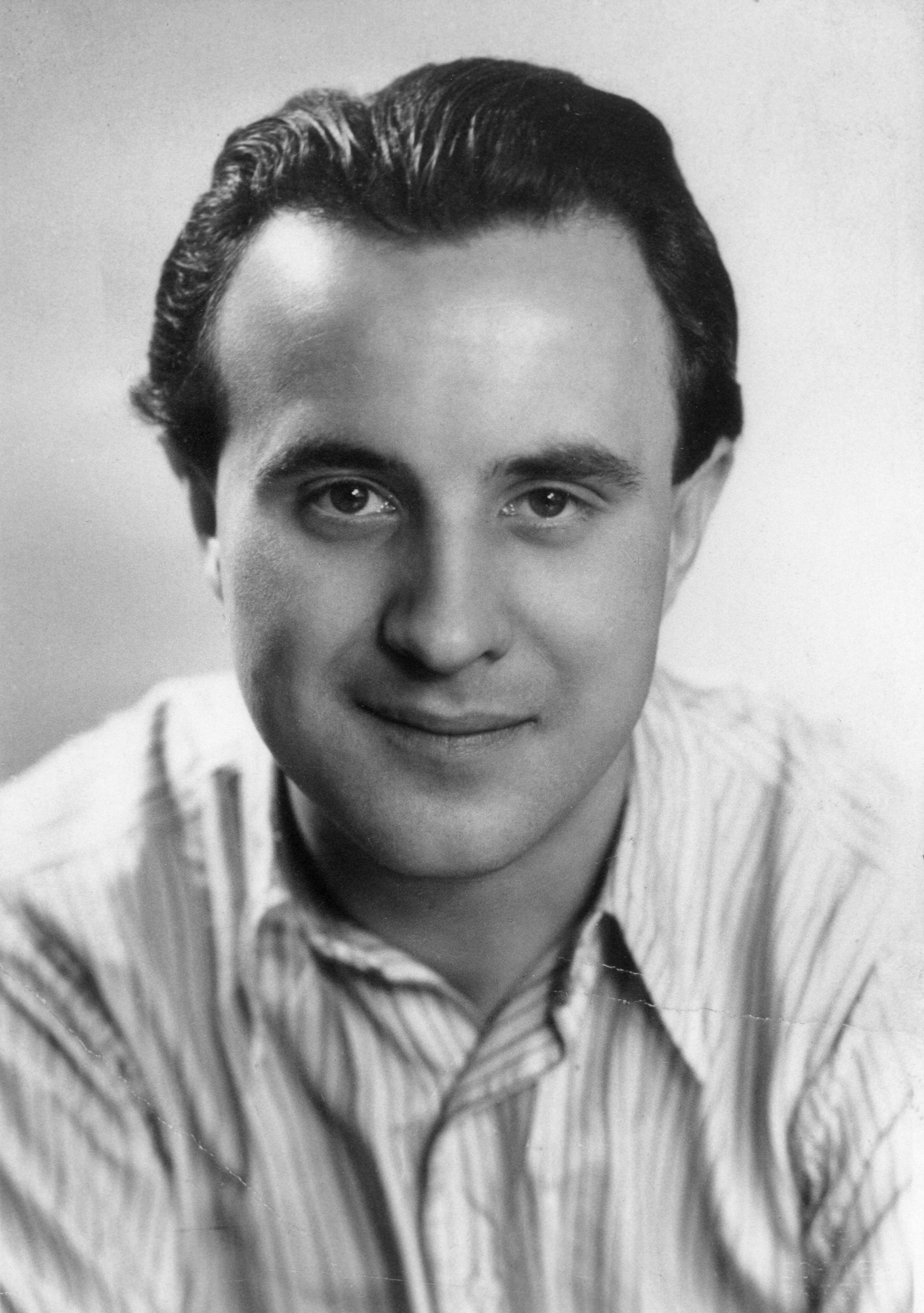
Wolfgang Borchert (1921–1947)

- Borchert, Wolfgang (1922–2007), deutscher Schauspieler
- Borchert-Schweinfurth, Eva Margarethe (1878–1964), deutsch-baltische Malerin und Grafikerin
- Borchetta, Scott (* 1962), US-amerikanischer Musikproduzent, Record Executive und Gründer der Big Machine Label Group
- Borchev, Nikolay (* 1980), belarussischer Opernsänger (Bariton)
- Borchgrevinck, Bonaventura, Musiker und Hofkapellmeister
- Borchgrevinck, Melchior († 1632), dänischer Komponist und Hofkapellmeister
- Borchgrevink, Aage Storm (* 1969), norwegischer Schriftsteller und Literaturkritiker
- Borchgrevink, Carsten Egeberg (1864–1934), norwegischer Naturforscher und Polarreisender
- Borchgrevink, Christian (* 1999), norwegischer Fußballspieler
- Borchhardt, Dieter (* 1931), deutscher Bildhauer
- Borchhardt, Jürgen (1936–2021), deutscher Klassischer Archäologe
- Borchia, Paolo (* 1980), italienischer Politiker
- Borchling, Conrad (1872–1946), deutscher Germanist
- Borchmann, Anke (* 1954), deutsche Sportlerin, Olympiasiegerin im Rudern
- Borchmann, Emil-Ernst (* 1897), deutscher SA-Führer, zuletzt im Rang eines SA-Brigadeführers
- Borchmann, Johann Caspar († 1736), deutscher Hofbaumeister im Herzogtum Lüneburg und Lauenburg
- Borchmann, Johann Friedrich (1694–1772), Baumeister des Barock
- Borchmann, Johann Friedrich (1827–1908), deutscher Lehrer und Botaniker
- Borchmann, Moritz, deutscher Goldschmied, Münzmeister in Hannover
- Borchmann, Waltraut (* 1951), deutsche Schauspielerin
- Borchmann, Werner (1928–2005), deutscher Pflanzenbauwissenschaftler
- Borchmeyer, Dieter (* 1941), deutscher LiteraturwissenschaftlerDieter Borchmeyer (* 1941)

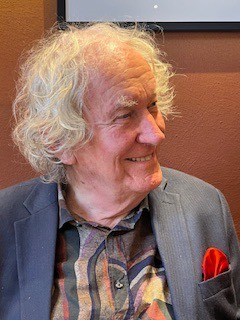
Dieter Borchmeyer (* 1941)

- Borchmeyer, Erich (1905–2000), deutscher Leichtathlet
- Borchmeyer, Joseph (1898–1989), deutscher Jurist und Politiker (DNVP), MdR
- Borcholt, Caspar († 1599), bremischer hildesheimischer und lüneburgischer Rat
- Borcholt, Georg († 1600), Bürgermeister von Lüneburg (1578–1594)
- Borcholt, Heinrich (1531–1585), Kanzler von Verden
- Borcholte, Andreas (* 1970), deutscher Film- und Musikkritiker
- Borcholten, Johannes (1535–1593), deutscher Rechtswissenschaftler
- Borcholten, Statius (1569–1617), deutscher Jurist
- Borchsenius, Finn (* 1959), dänischer Botaniker
- Borchsenius, Hanne (1935–2012), dänische Schauspielerin
- Borcht, Caspar van der († 1610), hessischer Hofmaler
- Borchu, Uisenma (* 1984), mongolisch-deutsche Regisseurin und SchauspielerinUisenma Borchu (* 1984)

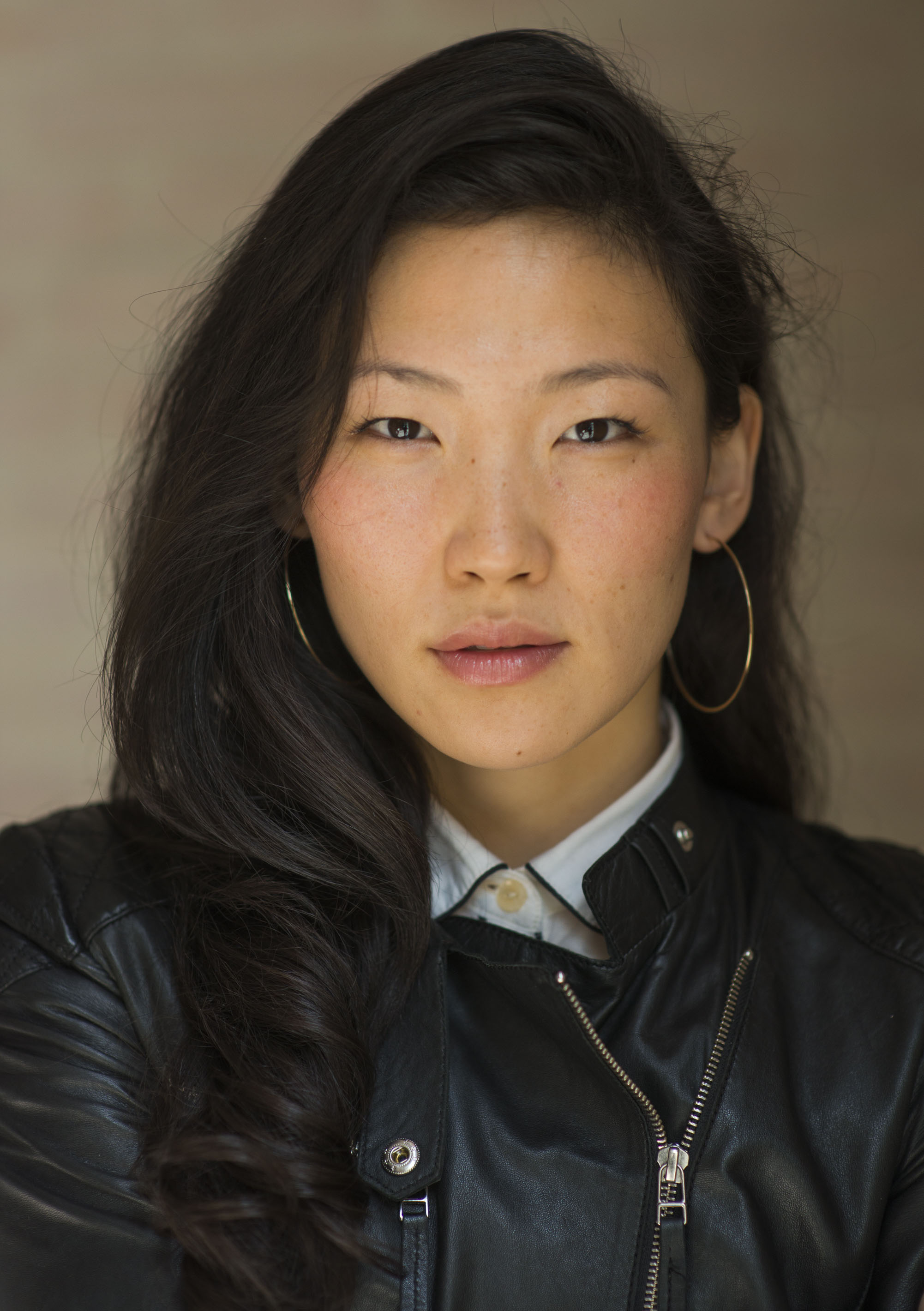
Uisenma Borchu (* 1984)

- Borchward, Ernst Samuel Jakob (1717–1776), deutscher Kirchenlieddichter

### Borci
- Borciani, Marco (* 1975), italienischer Motorradrennfahrer
- Borčić, Bogdan (1926–2014), slowenischer Maler
- Borčić, Lovro (1845–1911), österreichischer bzw. jugoslawischer Politiker

### Borck
- Borck, Albrecht Friedrich von (1717–1775), preußischer Oberst und Chef des Königsberger Land-Regiments
- Borck, Alexander von (1802–1880), preußischer Generalmajor
- Borck, Andreas Adrian (1629–1690), kursächsischer Hofmeister, Amtshauptmann und Rittergutsbesitzer
- Borck, Charles (1917–2008), philippinischer Basketballspieler
- Borck, Cornelius (* 1965), deutscher Wissenschaftshistoriker und Medizinphilosoph
- Borck, Edmund von (1906–1944), deutscher Komponist und Dirigent
- Borck, Eldor (1888–1951), deutscher Offizier, Polizeibeamter und Politiker (DNVP), MdL
- Borck, Friedrich Albrecht von (1730–1811), preußischer Beamter, Landrat und Kammerdirektor
- Borck, Heinrich von (1767–1827), preußischer Landrat
- Borck, Heinz-Günther (* 1942), deutscher Archivar und Historiker
- Borck, Helmuth (1863–1933), deutscher Mediziner, Gutsbesitzer und mecklenburgischer Agrarfunktionär
- Borck, Hubertus (* 1967), deutscher Kabarettist, Texter, Drehbuch- und Theaterautor
- Borck, Karl Heinz (1923–2009), deutscher Germanist
- Borck, Klaus (1942–2009), deutscher Politiker (SPD), MdL
- Borck, Klaus Reinhold (1928–2020), deutscher evangelisch-lutherischer Geistlicher, Hauptpastor und Hochschullehrer in Hamburg
- Borck, Tilman (* 1968), deutscher Schauspieler, Synchronsprecher und Dozent
- Borck, Vanessa (* 1996), deutsche Influencerin und Autorin
- Borck, Walter (1891–1948), deutscher Fußballtorwart
- Borcke, Adrian Bernhard von (1668–1741), preußischer Generalfeldmarschall und Minister
- Borcke, Christian Ernst Wilhelm Benedikt von (1714–1783), preußischer Generalmajor und Chef des Infanterie-Regiments Nr. 16
- Borcke, Christoph Friedrich Berend von (1689–1770), Landrat des Borckeschen Kreises
- Borcke, Claus von (1868–1949), deutscher Verwaltungsbeamter
- Borcke, Ernst August Philipp von (1766–1850), preußischer Landrat
- Borcke, Ernst Bogislaus von (1702–1776), kursächsischer Generalmajor und zuletzt Kommandant der Festung Königstein
- Borcke, Ernst Ludwig von (1702–1772), preußischer Oberst, Kommandeur des Kürassierregiments „von Stille“, Kommandant der Festung Minden und Chef eines Landregiments
- Borcke, Ernst Matthias von (1646–1728), kursächsischer Generalleutnant und zuletzt Kommandant von Alt-Dresden
- Borcke, Ernst von (1774–1838), preußischer Generalmajor und Ingenieuroffizier
- Borcke, Fabian von (* 1966), deutscher Unternehmer und ehemaliger Hamburger Politiker (STATT Partei)
- Borcke, Felix von (1784–1863), preußischer Generalleutnant, Kommandant von Jülich
- Borcke, Ferdinand von (1811–1883), preußischer Generalleutnant
- Borcke, Franz Andreas von (1693–1766), preußischer Generalleutnant, Chef des Infanterie-Regiments Nr. 20, Kommandant der Festung Magdeburg
- Borcke, Franz Heinrich von († 1739), preußischer Kammerdirektor
- Borcke, Franz von (1802–1886), preußischer Generalleutnant, Kommandeur der 15. Infanterie-Brigade
- Borcke, Friedrich Adrian von (1734–1806), preußischer Generalleutnant, Chef des Infanterieregiments Nr. 30
- Borcke, Friedrich Georg Ludwig von (1747–1813), preußischer Landrat
- Borcke, Friedrich Ludwig Felix von (1702–1751), preußischer Generalmajor
- Borcke, Friedrich von (1791–1862), preußischer Generalleutnant und Kommandant von Berlin
- Borcke, Friedrich Wilhelm von (1680–1743), preußischer Generalmajor und Kommandant von Kolberg
- Borcke, Friedrich Wilhelm von (1693–1769), preußischer Minister, Geheimer Etatsminister in Preußen, Geheimer Rat in Hessen-Kassel
- Borcke, Georg Friedrich (1611–1660), Richter am Obertribunal Wismar, Direktor des Hofgerichts in Greifswald
- Borcke, Georg Heinrich von (1686–1747), preußischer Generalleutnant, Chef des Infanterieregiments Nr. 29
- Borcke, Georg Matthias von (1671–1740), preußischer Jurist, Kanzler der Neumark
- Borcke, Gottlob Mathias von (1717–1797), preußischer Generalmajor, Chef des Dragonerregiments Nr. 7
- Borcke, Hans Ulrich von (* 1902), deutscher Verwaltungsjurist und Heeresoffizier
- Borcke, Heinrich († 1497), kurfürstlich brandenburgischer und herzoglich pommerscher Rat
- Borcke, Heinrich Adrian von (1715–1788), deutscher Offizier und Prinzenerzieher
- Borcke, Heinrich Gustav von (1829–1916), preußischer Gutsbesitzer und Politiker
- Borcke, Heinrich Leopold von († 1771), preußischer Jurist, Direktor des Stettiner Konsistoriums
- Borcke, Heinrich von (1776–1825), bergischer und preußischer Beamter
- Borcke, Henning von (1885–1939), deutscher Regierungsdirektor und Landrat
- Borcke, Heros von (1835–1895), preußischer Major, als Oberstleutnant auf der Seite der Konföderierten im SezessionskriegHeros von Borcke (1835–1895)

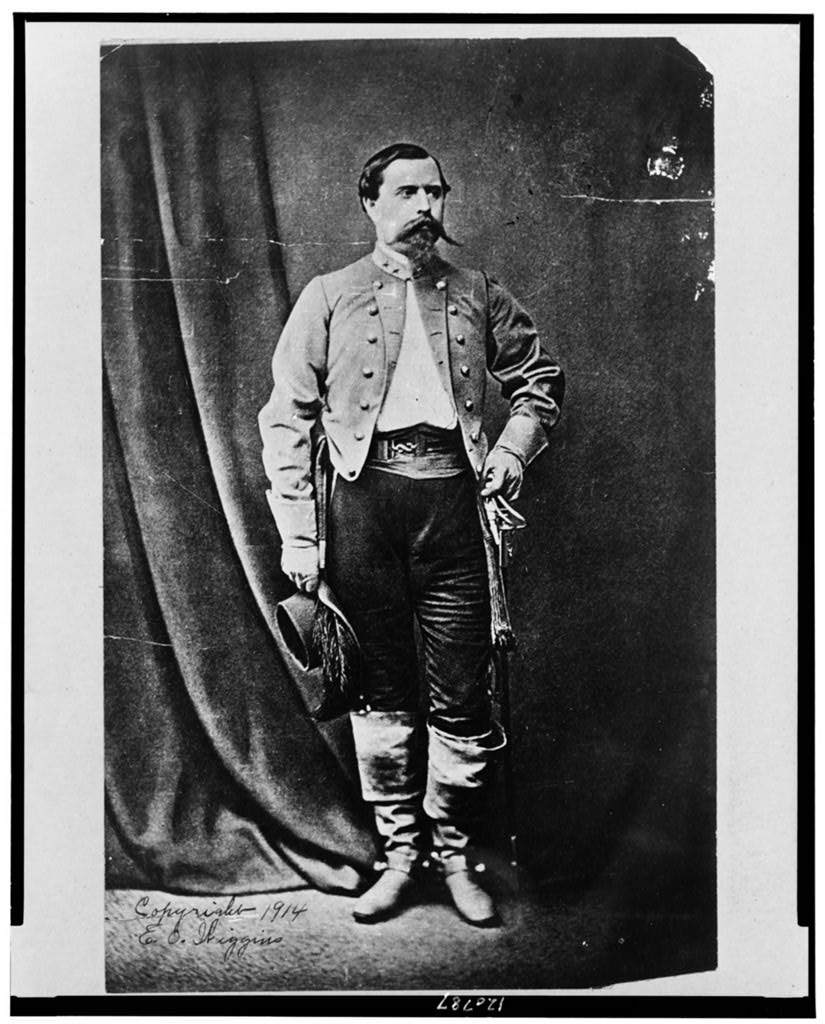
Heros von Borcke (1835–1895)

- Borcke, Johann Wilhelm Leopold von († 1801), preußischer Major, Chef des Grenadierbataillons Nr. 3
- Borcke, Karl August Ferdinand von (1776–1830), preußischer Generalleutnant
- Borcke, Karl von (1800–1870), preußischer Generalmajor
- Borcke, Kaspar Wilhelm von (1704–1747), deutscher Staatsmann in preußischen Diensten und Literaturübersetzer
- Borcke, Kurt von (1835–1905), Mitglied des Preußischen Herrenhauses
- Borcke, Kurt von (1847–1921), preußischer Generalmajor
- Borcke, Ludwig von (1804–1888), preußischer General der Infanterie
- Borcke, Paul von (1840–1893), deutscher Rittergutsbesitzer und Parlamentarier
- Borcke, Peter Friedrich Christian von (1767–1822), königlich preußischer Generalmajor und zuletzt Kommandeur des neumärkischen Dragoner-Regiments
- Borcke, Philipp Ernst von (1729–1792), preußischer Generalmajor und Chef des Infanterieregiments Nr. 31
- Borcke, Sidonia von (1548–1620), deutsche Adelige, als Hexe hingerichtetSidonia von Borcke (1548–1620)

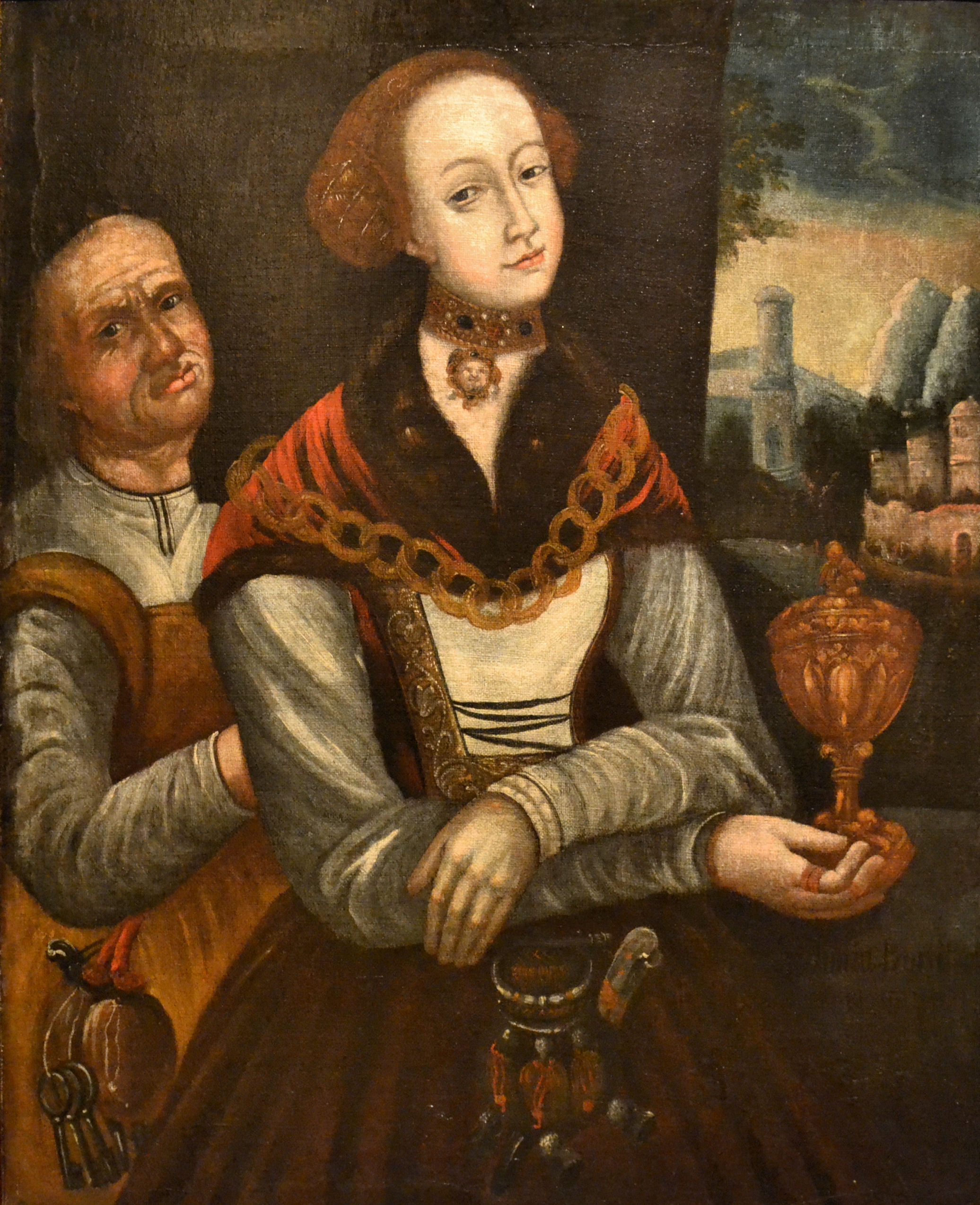
Sidonia von Borcke (1548–1620)

- Borcke, Theodor von (1805–1878), deutscher Rittergutsbesitzer und Mitglied des Preußischen Herrenhauses
- Borcke, Wilhelm Friedrich Leopold von (1737–1787), Landrat des Borckeschen Kreises
- Borcke, Wilhelm von (1807–1867), preußischer Generalleutnant
- Borcke, Wulff von (1839–1914), deutscher Rittergutsbesitzer und Mitglied des Preußischen Herrenhauses
- Börckel, Alfred (1851–1928), deutscher Bibliothekar, Heimatforscher und Schriftsteller
- Borckenhagen, Ludwig (1850–1917), deutscher Marineoffizier, zuletzt Admiral
- Borckink, Annie (* 1951), niederländische Eisschnellläuferin
- Borckmann, August (1827–1890), deutscher Maler

### Borcs
- Borcsa, Maria (* 1967), deutsche Psychologin

### Borcz
- Borczuch, Michał (* 1979), polnischer Theaterregisseur
- Borczyskowski, Christian von (* 1946), deutscher Physiker und Hochschullehrer